# Грос Ипенер
Грос Ипенер (њем. Groß Ippener) општина је у њемачкој савезној држави Доња Саксонија. Једно је од 15 општинских средишта округа Олденбург. Према процјени из 2010. у општини је живјело 1.155 становника. Посједује регионалну шифру (AGS) 3458006.

## Географски и демографски подаци
Грос Ипенер се налази у савезној држави Доња Саксонија у округу Олденбург. Општина се налази на надморској висини од 32 метра. Површина општине износи 28,1 km². У самом мјесту је, према процјени из 2010. године, живјело 1.155 становника. Просјечна густина становништва износи 41 становника/km².

## Међународна сарадња
| Мјесто | Држава    | Врста сарадње | Од    |
| ------ | --------- | ------------- | ----- |
|        | Француска | партнерство   | 1970. |
| Извор  |           |               |       |